# Thermochrous marginata
Thermochrous marginata és una espècie de lepidòpter zigenoïdeu de la família dels himantoptèrids (Himantopteridae), subfamília Anomoeotinae.
És endèmica d'Angola.